# Arteria supraorbitaria
La arteria supraorbitaria o frontal externa es una arteria que se origina como rama colateral de la arteria oftálmica.

## Ramas
Colaterales:
- Ramos para el músculo elevador del párpado.[1]

Terminales:
- Rama superficial o subcutánea.[1]
- Rama profunda o perióstica.[1]

## Distribución
Se distribuye hacia la frente, los músculos supraorbitarios, el párpado superior y el seno frontal.